# Harris (Rapper)
Harris (* 1977 in Berlin, bürgerlich Oliver Maurice Harris) ist ein deutscher Rapper aus Berlin-Kreuzberg.

## Leben
Harris ist Sohn einer deutschen Mutter und eines US-amerikanischen Vaters.
Harris gründete 1996 mit Dean Dawson das Hip-Hop-Duo Spezializtz. Zusammen traten sie an zahlreichen Konzerten wie dem splash!, dem Hip-Hop-Open oder dem Rock am Ring-Festival auf. Zudem veröffentlichten sie die Album-Trilogie GBZ Oholika I, GBZ Oholika II und GBZ Oholika III.
2001 trat Harris als Hauptfigur in der Folge Fette Krieger der Serie Tatort auf. Zudem steuerte er den Titelsong bei. Im nächsten Jahr veröffentlichte der Berliner den Sampler GBZ Connectz, auf welchem unter anderem Azad, Curse, Xavier Naidoo, Jonesmann, Ferris MC, Samy Deluxe und Afrob vertreten waren.
Gemeinsam mit DJ Smallface bildete Harris in der Folge das Team GBZ Babbasoundz, in welchem Harris als DJ Binichnich auftrat.
Im Oktober 2003 veröffentlichte Harris sein Debütalbum Dirty Harry über Four Music.
Im nächsten Jahr ging Harris gemeinsam mit Sido auf deutschlandweite Tour. Bald bildeten sie das Zwei-Mann-Team Deine Lieblings Rapper. Das gemeinsame Album Dein Lieblingsalbum erschien im Oktober und erreichte Platz zwei der deutschen Albumcharts. Dazu wurde die Singleauskoppelung Steh wieder auf veröffentlicht. Sie rappten gemeinsam mit Xzibit auf dem Album Numma Eyns von DJ Tomekk, welches sich 2005 in den deutschen Charts platzierte.

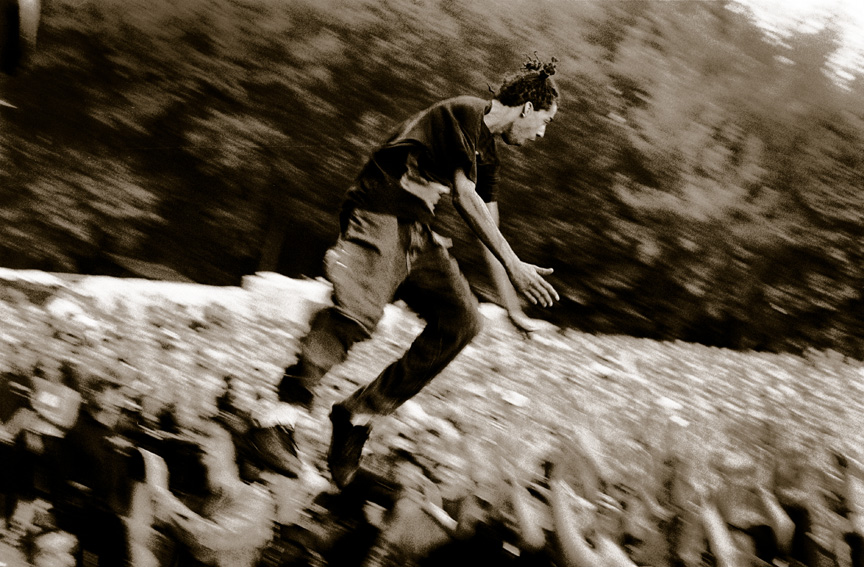
Harris beim Splash! 2000

2006 trat Harris im Spielfilm Kopf oder Zahl auf. Der Film erschien im April 2009 in den Kinos.
Im November 2007 erschien das Mixtape HARRYge Angelegenheit. Ein Jahr später folgte der Tonträger Ab in Club!, welchen Harris mit den beiden Schweizer Produzenten DJ Sweap & DJ Pfund 500 veröffentlichte. Beide Tonträger wurden über das Berliner Independent-Label Sektenmuzik veröffentlicht.
Am 24. September 2010 veröffentlichte Harris sieben Jahre nach seinem Debütalbum sein zweites Album Der Mann im Haus. Auf dem Album mit 12 Songs sind Gastauftritte von J-Luv, Muhabbet, She-Raw, Hammer & Zirkel, Sido, Said und Voll-K enthalten. Die Single-Auskoppelung Nur ein Augenblick wurde kontrovers diskutiert, da Harris in dem Song mangelnde Integrationsfähigkeit bei einigen Immigranten bemängelte.  Das Video dazu wurde am Einheitsfest beim Brandenburger Tor gedreht. 2011 drehte er ein Musikvideo mit Johannes Heesters.
Harris ist vor allem als Party-Rapper bekannt. So steht die Abkürzung G.B.Z. für Gras, Beck’s und Zärtlichkeit. Harris moderiert zudem die Hip-Hop-Sendung Der Patriot auf Jam FM und die Sendung Urban Vibes auf Yavido. Auch ist er im Videospiel FIFA Street 1 als Kommentator zu hören.
Harris ist außerdem bekennender Fan vom Berliner Fußballverein Hertha BSC, er veröffentlichte zusammen mit dem Rapper Burna den Song Immer um die Hertha und gründete den Fanclub United Colours of Hertha, der inzwischen als offizieller Fanclub bei Hertha BSC eingetragen ist.
Harris war mit der Sängerin Bintia verheiratet und hat drei Kinder. Einer seiner Söhne tritt gelegentlich in Musikvideoclips unter dem Künstlernamen „Tsunami“ auf.

## Diskografie
Alben
- 2003: Dirty Harry

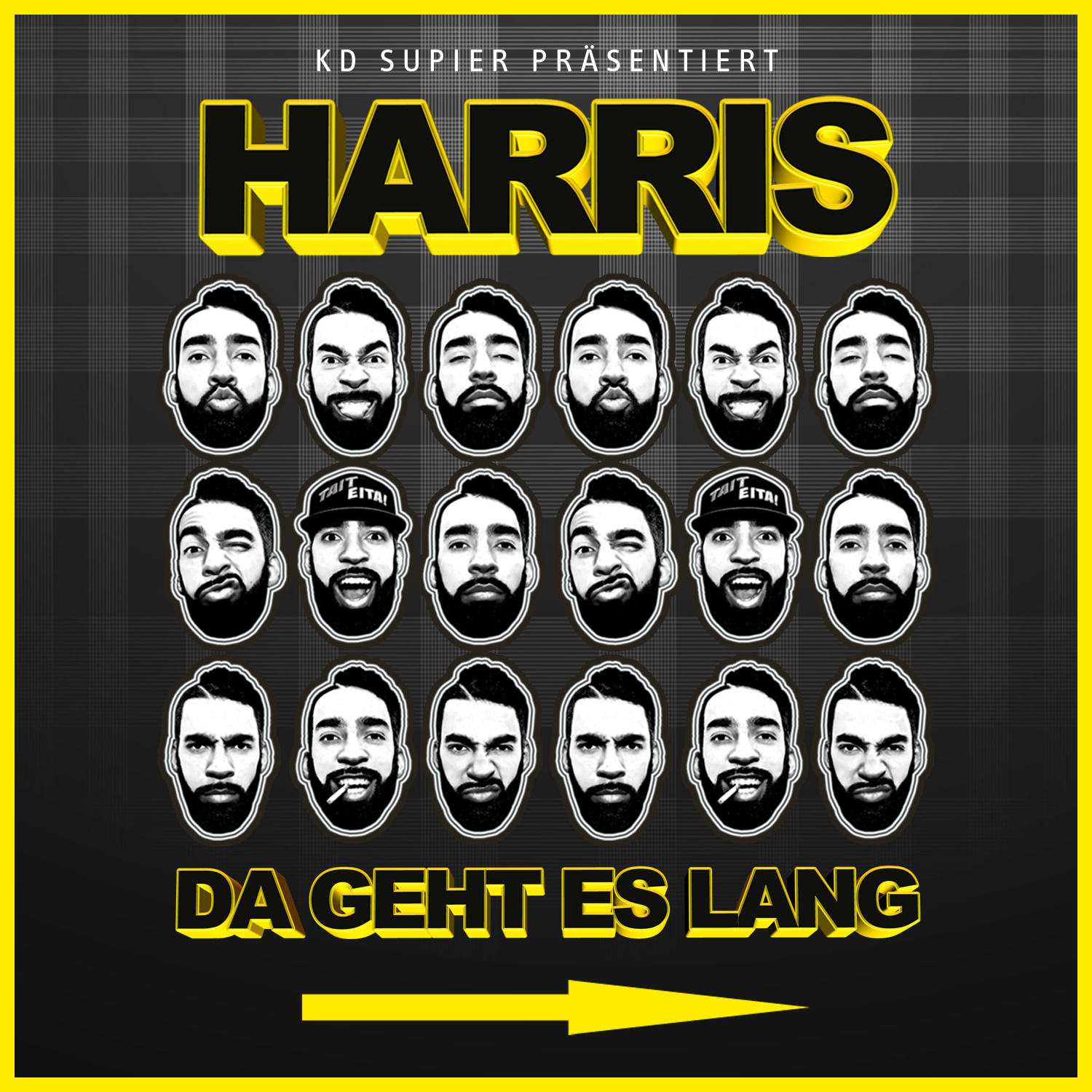
Cover der Single Da geht es lang

- 2005: Dein Lieblings Album (mit Sido, als Deine Lieblings Rapper)
- 2010: Der Mann im Haus
- 2023: Tait Eita

Mixtapes
- 2003: Harris im Club - Das offizielle Mix-Tape Vol.1
- 2007: HARRYge Angelegenheit
- 2008: Ab in Club (mit DJ Sweap und Pfund 500)
- 2010: Bist du ein Patriot - Mixtape (mit DJ Maxxx)

Singles
- 2001: Grundkurs
- 2003: Sind wir nicht alle ein bisschen Jiggy?
- 2003: H.A. Doppel R.I.S.
- 2003: Schöne Menschen
- 2005: Steh wieder auf (mit Sido)
- 2005: Gib mir die Flasche (mit Sido feat. Alpa Gun und MJ)
- 2010: Nur ein Augenblick
- 2011: Stell dir eine Welt vor (feat. Sido)
- 2012: Da geht es lang (mit KD-Supier)

Sonstige
- 2002: Das kann laut werden feat. Plattenpapzt (Juice-Exclusive! auf Juice-CD #19)
- 2004: Komm dir auf die Tour feat. Sido, M.J. & Alpha (Juice-Exclusive! auf Juice-CD #39)
- 2005: Clap Ya Hands (Remix) feat. Kimoe (Juice-Exclusive! auf Juice-CD #50)
- 2008: Christina (Remix) feat. Blaze und Olli Banjo (Juice-Exclusive! auf Juice-CD #92)
- 2010: Die Kohle feat. Alpa Gun (Freetrack)
- 2010: 24. September mit RAF Camora & Manuellsen (Freetrack)
- 2010: Halt die Fresse 3 Allstars mit Said, Manuellsen, Haftbefehl, Silla, Animus, Alpa Gun, Automatikk, Sinan-G, Massiv, Illy Idol, CosCash & CroniK (Freetrack)
- 2010: Mary Jane (feat. B-Tight) (Freetrack)
- 2010: Alles gut (feat. Laas Unltd. und Sido) (Freetrack)
- 2011: Wir stehen auf (Yassir feat. Harris, Hassan Annouri, Marc Reis, Celo & Abdi, Saman und Demain) (Video gegen Kindermisshandlung, Initiatorin Xenia Hügel[9])
- 2016: Achtung! (auf B-Tights Album Born 2 B-Tight)
- 2018: Berliner Luft (auf B-Tights Album A.i.d.S ROYAL)

## Filmografie
- 2001: Tatort – Fette Krieger
- 2009: Kopf oder Zahl